# 871
| 871                |
| ------------------ |
| Dødsfald - Fødsler |
|                    |

| Gregoriansk kalender | 871 DCCCLXXI            |
| Ab urbe condita      | 1624                    |
| Armensk kalender     | 320 ԹՎ ՅԻ               |
| Kinesiske kalender   | 3567 – 3568 庚寅 – 辛卯 |
| Etiopisk kalender    | 863 – 864               |
| Jødisk kalender      | 4631 – 4632             |
| Hindukalendere       |                         |
| - Vikram Samvat      | 926 – 927               |
| - Shaka Samvat       | 793 – 794               |
| - Kali Yuga          | 3972 – 3973             |
| Iransk kalender      | 249 – 250               |
| Islamisk kalender    | 257 – 258               |

Se også 871 (tal)

## Begivenheder
- 4. januar: Slaget ved Reading
- Tønsberg, der regnes for Norges ældste by grundlægges.

## Født
- Zwentibold af Lothringen, konge af Lothringen (død 900)

## Dødsfald
- 8. januar – Bagsecg, dansk konge
- Æthelred af Wessex, konge af wessex og Kent (født ca. 847)